# دارين هايمان
دارين هايمان (بالإنجليزية: Darren Hayman)‏ هو مغن مؤلف بريطاني، ولد في 30 نوفمبر 1970.

## وصلات خارجية
- دارين هايمان على موقع IMDb (الإنجليزية)
- دارين هايمان على موقع ميوزك برينز (الإنجليزية)
- دارين هايمان على موقع ديسكوغز (الإنجليزية)